# کالی اوچیس
کارلی-مارینا لوآیزا (به انگلیسی: Karly-Marina Loaiza؛ زادهٔ ۱۷ ژوئیهٔ ۱۹۹۴) که بیشتر با نام هنری کالی اوچیس (به انگلیسی: Kali Uchis) شناخته می‌شود، خوانندهٔ آمریکایی می‌باشد. وی پس از انتشار نخستین میکس‌تیپ خود تحت نام درانکن بابل (۲۰۱۲) به‌خاطر نخستین آلبوم چندآهنگهٔ خود تحت عنوان پور ویدا مورد توجه‌ها قرار گرفت.

## اوایل زندگی
کارلی مارینا لوآیزا در تاریخ ۱۷ ژوئیهٔ سال ۱۹۹۴ و در الکساندریا، ویرجینیا چشم بر جهان گشود. پدر وی کلمبیایی و مادرش نیز آمریکایی‌است و آن‌ها اواخر دههٔ ۱۹۸۰ با هم آشنا شده بوده‌اند. و زمانی‌که اوچیس دبیرستان را می‌گذراند پدرش به کلمبیا نقل مکان کرد. اوچیس دارای تابعیت کلمبیایی می‌باشد و همچنین ساکن شهر پریرا که پدرش نیز اهل آنجا می‌باشد، است. وی متعاقباً تابستان‌ها را در کلمبیا پیش پدر، عموها و خاله‌هایش می‌گذراند. و طی سال‌های تحصیلی با مادر و خواهر و برادر بزرگترش زندگی می‌کرد. اوچیس ساکسوفون و پیانو را هنگامی که دبیرستانی بوده آموخته‌است. وی عضو یک گروهٔ جاز نیز بود و از دبیرستان شهر الکساندریا (دبیرستان تی‌سی ویلیامز امروزی) فارغ‌التحصیل شده‌است؛ و اغلب غیبت می‌کرد تا در آزمایشگاهٔ عکس فیلم‌های کوتاهٔ تجربی بسازد، که این علاقه باعث جلدهای هنری میکس‌تیپ خلق نماید. غیبت کردن در کلاس‌ها و شکستن مقررات منع باعث بیرون رانده شدن او از خانه توسط والدینش شد، وی در این بازهٔ زمانی در ماشین خود زندگی‌اش را می‌گذراند و ترانه‌هایی که با کیبوردش می‌نوشت را بعداً در نخستین میکس‌تیپ خود تحت عنوان درانکن بابل (۲۰۱۲) قرار داد. وی همچنین در وهلهٔ نخست اشعاری را می‌نوشت امّا قصد خوانندگی نداشت و بیشتر به کارگردانی فیلم علاقه داشت تا قرار گرفته شدن در کانون توجه. به وی لقب «کارلوچیس» داده بودند و اوچیس مدت‌ها بعد این لقب را به «کالی اوچیس» اصلاح کرد.

## زندگی شخصی
اوچیس آشکاراً دوجنس‌گرا می‌باشد و اغلب در موسیقی و تصویر عمومی خود این موضوع را به نمایش می‌گذارد. وی از سال ۲۰۲۰ با رپر آمریکایی دان تالیور در رابطه بوده است. وی در ژانویهٔ سال ۲۰۲۴ از طریق موزیک ویدئو برای ترانه‌های «قلب تو مال منه» و «الهه» اعلام کرد که منتظر اولین فرزندش با تالیور می‌باشد. پسرشان در مارس سال ۲۰۲۴ به‌دنیا آمد.

## ترانه‌شناسی
- انزوا (۲۰۱۸)
- بی‌باک (از عشق و دیگر شیاطین) (۲۰۲۰)
- ماه قرمز در زهره (۲۰۲۳)
- ارکیده‌ها (۲۰۲۴)
- با سپاس (۲۰۲۵)